# Bayon-sur-Gironde
Bayon-sur-Gironde är en kommun i departementet Gironde i regionen Nouvelle-Aquitaine i sydvästra Frankrike. Kommunen ligger i kantonen Bourg som tillhör arrondissementet Blaye. År 2022 hade Bayon-sur-Gironde 737 invånare.

## Befolkningsutveckling
Antalet invånare i kommunen Bayon-sur-Gironde
Referens:INSEE